# Raphia cinderella
Raphia cinderella là một loài bướm đêm trong họ Noctuidae.